# Cristian Moreni
Christian Moreni (født 21. november 1972 i Asola, norditalien) er en italiensk tidligere cykelrytter der var professionel siden 1998. Under Tour de France 2007 blev han testet positiv for at have dopet sig med testosteron i en dopingtest taget efter tourens 11. etape.